# Потеряевский
Потеряевский — упразднённый разъезд (тип населённого пункта) в Мамонтовском районе Алтайского края России. Входил в состав Корчинского сельсовета. Упразднён в 2009 году.

## История
Возник в 1953 году в связи со строительством железнодорожного разъезда на линии Барнаул — Кулунда Запад-Сибирской железной дороги.

## Население
| 1997 | 1998 | 1999 | 2000 | 2001 | 2002 | 2003 |
| ---- | ---- | ---- | ---- | ---- | ---- | ---- |
| 7    | ↗10  | ↘7   | →7   | ↘6   | ↗7   | ↘4   |

Национальный состав
Согласно результатам переписи 2002 года, в национальной структуре населения русские составляли 100 %.